# Décès en novembre 1957
Décès
- 1953
- 1954
- 1955
- 1956
- 1957
- 1958
- 1959
- 1960
- 1961

Pour une information complémentaire, voir la page d'aide.

| Date        | Nom                      | Pays                 | Activités                                                         | Âge | Source |
| ----------- | ------------------------ | -------------------- | ----------------------------------------------------------------- | --- | ------ |
| 11 novembre | Pierre Dufour d'Astafort | Drapeau de la France | Cavalier français, médaillé d'argent aux jeux olympiques de 1912. | 71  |        |